# Lubine
Lubine é uma comuna francesa na região administrativa de Grande Leste, no departamento de Vosges. Estende-se por uma área de 14,85 km². Em 2010 a comuna tinha 238 habitantes (densidade: 16 hab./km²).